# Polar (chanteur)
Pour les articles homonymes, voir Polar.
Polar, de son vrai nom Éric Linder, né en Irlande, est un auteur-compositeur-interprète, chantant en anglais et en français. Il est le programmateur, codirecteur et cofondateur du Festival Antigel aux côtés de Thuy-San Dinh. 

## Biographie
Polar est né en Irlande de mère irlandaise et de père suisse-allemand. Il vit en Suisse depuis l'âge de 8 ans. Il a vécu en Suisse, en France, mais aussi à Montréal et en Sardaigne. Il fut champion de Suisse de demi-fond.

## Discographie

### Albums
- 1996 : Polar1
- 1998 : Bipolar
- 2002 : Somatic
- 2006 : Jour Blanc (textes de Christophe Miossec)
- 2009 : French Songs
- 2014 : Empress

### Participation
- 1998 : Comme un seul Homme - Duo  avec Silvain Vanot sur Chanson/Refrain
- 2021 : Comme tu regardes le ciel étoilé, Genève, La joie de lire, 2021 (avec Fabrice Melquiot et Jeanne Roualet)[3]

- Coup de cœur Jeune Public printemps 2021 de l'Académie Charles Cros.